# Code 37 (televisieserie)
Code 37 is een televisieserie van de Vlaamse omroep VTM. De productie begon in april 2009. Aanvankelijk zou de serie Erika Maes heten, maar later koos men toch voor een andere titel. De serie ging van start op 31 augustus 2009.
Wegens het succes van de eerste reeks zijn er ook romans en een film van verschenen. De film kwam in het najaar 2011 in de bioscoop.
In 2013 werd de serie gedeeltelijk ook in Nederland op RTL 4 uitgezonden. De laatste drie afleveringen, en daarmee de ontknoping van het verhaal, werden door RTL 4 voor onbepaalde tijd geschrapt en nooit meer uitgezonden, de serie is wel volledig te bekijken op de betalende streamingdienst van RTL genaamd Videoland.
Sinds het einde in 2012 wordt de serie nog regelmatig herhaald op VTM en VTM 4., en op het voormalige CAZ en CAZ2, ook staat de volledige serie op Streamz in Vlaanderen en is het tijdens de heruitzendingen op tv te bekijken via VTMGO.

## Verhaal
Het verhaal draait om een politiekorps dat gespecialiseerd is in zedendelicten.
Het nummer "37" is het codenummer (ook wel betichtingsaanwijzer genoemd) dat wordt gebruikt door de Parketten voor de tenlastelegging van zedendelicten. Volgens het Belgisch strafwetboek worden onder meer aanranding, verkrachting, incest, (kinder)pornografie, ontucht met minderjarigen, kindermisbruik, pedofilie, exhibitionisme, seksueel geweld, seksuele intimidatie, seksuele discriminatie, prostitutie en het aanzetten tot of het organiseren van al deze feiten gezien als zedendelicten.
Ook wordt het persoonlijke verhaal van Hannah gevolgd, die een privéonderzoek uitvoert naar een overval bij haar thuis en de daaropvolgende verkrachting van haar moeder.

## Rolverdeling

### Hoofdrollen
| Acteur               | Personage       | Seizoen | Seizoen | Seizoen | Totaal |
| Acteur               | Personage       | 1       | 2       | 3       | Totaal |
| -------------------- | --------------- | ------- | ------- | ------- | ------ |
| Veerle Baetens       | Hannah Maes     | 13 afl. | 13 afl. | 13 afl. | 39     |
| Michael Pas          | Bob De Groof    | 13 afl. | 13 afl. | 13 afl. | 39     |
| Marc Lauwrys         | Charles Ruiters | 13 afl. | 13 afl. | 13 afl. | 39     |
| Gilles De Schryver   | Kevin Desmet    | 13 afl. | 13 afl. | 13 afl. | 39     |
| Geert Van Rampelberg | Koen Verberk    | 12 afl. | 13 afl. | 13 afl. | 38     |
| Carry Goossens       | Robert Maes     | 13 afl. | 13 afl. | 10 afl. | 36     |
| Ben Segers           | Mark Vermaelen  | 13 afl. | 13 afl. | 2 afl.  | 28     |
| Mieke De Groote      | Greet Adriaans  |         |         | 11 afl. | 13     |
| Herman Gilis         | Erwin Struelens |         |         | 12 afl. | 12     |
| Clara Cleymans       | Vicky Renders   |         | 9 afl.  |         | 9      |

### Bijrollen
| Acteur            | Personage     | Seizoen | Seizoen | Seizoen | Totaal |
| Acteur            | Personage     | 1       | 2       | 3       | Totaal |
| ----------------- | ------------- | ------- | ------- | ------- | ------ |
| Maarten Ketels    | Bart Maes #1  |         | 7 afl.  |         | 7      |
| Mark Verstraete   | Archivaris    | 3 afl.  |         | 2 afl.  | 5      |
| Jo Decaluwé       | Deep Throat   |         | 5 afl.  |         | 5      |
| Kim Hertogs       | Yanina Dewael |         | 5 afl.  |         | 5      |
| Chris Bus         | Ann Dewit     |         | 3 afl.  |         | 3      |
| Kristof Verhassel | Bart Maes #2  |         |         | 3 afl.  | 3      |

## Kijkcijfers
Gemiddeld kijkcijfer per seizoen:
- Seizoen 1: 865.597 kijkers
- Seizoen 2: 846.301 kijkers

## Afleveringen

### Seizoen 1
Het eerste seizoen werd opgenomen van midden maart tot eind september 2009.
| Nr. | Titel                    | Scenario                   | Regie             | Kijkcijfers BE   | Uitzenddatum BE Uitzenddatum NL |  |
| --- | ------------------------ | -------------------------- | ----------------- | ---------------- | ------------------------------- |  |
| 1 | Bij de keel              | Hola Guapa                 | Jakob Verbruggen  | 851.530 (39,30%) | 31 augustus 2009 5 mei 2013     |  |
| In een hotel in Gent wordt zakenvrouw Kristien Devadder dood aangetroffen in haar kamer. Alles wijst op een uit de hand gelopen spelletje wurgseks. Voor de kersverse hoofdinspecteur Hannah Maes, reden genoeg om de zaak op te eisen voor de sectie Zeden. Gastacteurs: Adriaan Van den Hoof - Kadèr Gürbüz - Robbie Cleiren - Robert Guoa Grovogui - Johan Albert                                          |                          |                            |                   |                  |                                 |  |
| 2 | Deborah                  | Hola Guapa                 | Jakob Verbruggen  | 727.730 (37,60%) | 7 september 2009 12 mei 2013    |  |
| Een anonieme melding zet Hannah Maes en haar team op het spoor van de zwaar toegetakelde Deborah Verlinden. De jonge vrouw beweert dat ze in elkaar geslagen is door een man die ze op café heeft opgepikt. Gastacteurs: Sura Dohnke - Sven De Ridder - Titus De Voogdt - Ini Massez |                          |                            |                   |                  |                                 |  |
| 3 | Zonder bijsluiter        | Dirk Nielandt              | Jakob Verbruggen  | 774.620 (40,30%) | 14 september 2009 19 mei 2013   |  |
| Een studente geneeskunde komt zich bij Hannah aangeven als slachtoffer van een verkrachting. Aanvankelijk vermoedt het team dat het om een valse aangifte gaat. Gastacteurs: Lynn Van Royen - Ides Meire - Steven Boen - Bert Dobbelaere - Jonas Boel |                          |                            |                   |                  |                                 |  |
| 4 | Naakte feiten            | Nicholas Roelandts         | Jakob Verbruggen  | 899.840 (44,90%) | 21 september 2009 19 mei 2013   |  |
| Topadvocaat Walter Stals krijgt een dvd in de bus waarop te zien is hoe zijn dochter Caroline mannen ontvangt in haar woning. Stals gebruikt zijn connecties en eist dat het team van Hannah daar een eind aan maakt. Caroline zegt dat ze een naaktmodel is. Gastacteurs: Leslie De Gruyter - Greg Timmermans - Leen Vennekens - Robrecht Vanden Thoren                                                      |                          |                            |                   |                  |                                 |  |
| 5 | Candid camera            | Hola Guapa                 | Joël Vanhoebrouck | 836.960 (42,10%) | 28 september 2009 26 mei 2013   |  |
| Patrick Martens schrikt zich te pletter als hij op een website met amateurporno beelden vindt van zijn zestienjarige zoon Senne en een onbekende vrouw. De sectie Zeden identificeert de negentienjarige Marijke Fouquet als de vrouw uit het filmpje. Gastacteurs: Elke Dom - Manou Kersting - Emilie Vloeberghs - Erik Kempeneers - Thomas Van Goethem - Véronique Leysen                                   |                          |                            |                   |                  |                                 |  |
| 6 | Jeugdzonde               | Nicholas Roelandts         | Jakob Verbruggen  | 943.810 (43,70%) | 5 oktober 2009 26 mei 2013      |  |
| De zwakbegaafde Iris De Ceuster stort in tijdens haar werk in de bakkerij van haar ouders. De diagnose luidt: seksuele geweldpleging. Maar Iris' verklaring blijkt na onderzoek verzonnen te zijn. De sectie Zeden gaat op zoek naar de echte feiten. Gastacteurs: Nele Bauwens - Serge-Henri Valcke - Mia Van Roy - Michael Vergauwen - Marilou Mermans                                                      |                          |                            |                   |                  |                                 |  |
| 7 | Gaybashing               | Charles De Weerdt          | Joël Vanhoebrouck | 896.560 (44,30%) | 12 oktober 2009 2 juni 2013     |  |
| In het Citadelpark wordt het lichaam van een onbekende jongeman teruggevonden. Hij werd in elkaar geslagen, en zijn toestand is kritiek. Het zoveelste slachtoffer van een stel homo-haters die het park al maanden onveilig maken. Gastacteurs: Günther Lesage - Joyce Beullens - Bart Hollanders - Roy Aernouts - Rafaël Teles - Mark Verstraete                                                            |                          |                            |                   |                  |                                 |  |
| 8 | Toegevoegde tijd         | Hola Guapa                 | Joël Vanhoebrouck | 859.710 (42,20%) | 19 oktober 2009 2 juni 2013     |  |
| Als pornoster Natasha Belanov met aids besmet blijkt, gaat er een schok door de Vlaamse porno-industrie. Het risico op een epidemie is dan ook immens in een wereldje waar iedereen het met iedereen doet, en men dubbel betaald wordt voor seks zonder condoom. Gastacteurs: Ellen Schoeters - Nina Van Rompaey - Ann Ceurvels - Franky Vercruyssen - Sebastien Desmet - Mark Verstraete                     |                          |                            |                   |                  |                                 |  |
| 9 | Jong talent              | Dirk Nielandt              | Joël Vanhoebrouck | 824.040 (40,30%) | 26 oktober 2009 9 juni 2013     |  |
| Wanneer bij een lading huisafval dvd's met kinderporno worden ontdekt, herkent Hannahs team op een van de dvd's het Vlaamse kindsterretje Cindy Starr. Het 13-jarige meisje én haar moeder ontkennen echter in alle toonaarden. Gastacteurs: Darya Gantura - Peter Gorissen - Fran Michiels - Kristine Van Pellicom - Leen Vanderreycke - Mark Verstraete                                                     |                          |                            |                   |                  |                                 |  |
| 10 | Oude liefde              | Rita Bossaer               | Jakob Verbruggen  | 974.160 (44,20%) | 2 november 2009 9 juni 2013     |  |
| Een visser vindt langs het kanaal een man van Midden-Oosterse afkomst die neergestoken en ontmand werd. Het onderzoek van Hannah's team toont aan dat de man, die netjes getrouwd bleek te zijn met een dubbel zo oude Belgische vrouw, een dubbelleven leidde. Gastacteurs: Jamal Boukhriss - Katelijne Verbeke - Dirk Van Dijck - Camilia Blereau - Gert Portael - Door Van Boeckel                         |                          |                            |                   |                  |                                 |  |
| 11 | 30-Love                  | Gerrie Van Rompaey         | Jakob Verbruggen  | 883.080 (41,20%) | 9 november 2009                 |  |
| Twee weken na de feiten doet Els schoorvoetend aangifte van een verkrachting. Snel wordt duidelijk dat ze voor Hannah een aantal feiten verzwijgt. Alles wijst erop dat ze een slippertje in een rendez-voushotel probeert te maskeren. Gastacteurs: Dries Vanhegen - Inge Paulussen - Ruth Becquart - Pascale Michiels - Benny Claessens - Evelyne Hellemans - Véronique Leysen                              |                          |                            |                   |                  |                                 |  |
| 12 | Wereld van glas - deel 1 | Hola Guapa & Dirk Nielandt | Jakob Verbruggen  | 922.930 (41,20%) | 16 november 2009 16 juni 2013   |  |
| Wanneer een prostituee zwaar wordt toegetakeld en verschrikkelijke verminkingen oploopt in het gezicht staat de hele hoerenbuurt in rep en roer. Gastacteurs: Maaike Cafmeyer - Rilke Eyckermans - Hilde Heijnen - Wouter Hendrickx - Hans De Munter - Joren Seldeslachts - Dirk Lavrysen - Bart Slegers - Arnold Willems                                                                                     |                          |                            |                   |                  |                                 |  |
| 13 | Wereld van glas - deel 2 | Hola Guapa & Dirk Nielandt | Jakob Verbruggen  | 857.810 (39,40%) | 23 november 2009 16 juni 2013   |  |
| Na zijn aanval op Hannah is voor Charles de zwakbegaafde Tim Vlaeminck de hoofdverdachte. Hannah zelf zet haar geld op zijn streng katholieke vader Serge. Een nieuw incident verwijst al hun hypotheses echter naar de prullenmand. Gastacteurs: Maaike Cafmeyer - Rilke Eyckermans - Hilde Heijnen - Wouter Hendrickx - Hans De Munter - Joren Seldeslachts - Dirk Lavrysen - Bart Slegers - Arnold Willems |                          |                            |                   |                  |                                 |  |

### Seizoen 2
Het tweede seizoen werd opgenomen van eind april tot begin oktober 2010.
| Nr. | Titel            | Scenario           | Regie            | Kijkcijfers BE   | Uitzenddatum BE Uitzenddatum NL |  |
| --- | ---------------- | ------------------ | ---------------- | ---------------- | ------------------------------- |  |
| 14 | Slaap zacht      | Dirk Nielandt      | Jakob Verbruggen | 950.448 (33,63%) | 3 maart 2011 23 juni 2013       |  |
| Hannah Maes en haar team worden door een wijkagente getipt over een alleenstaande vrouw van 74. Ze werd het slachtoffer van een gemaskerde indringer, die haar ook verkrachtte. Gastacteurs: Lut Tomsin - Janine Bischops - Bram Van Outryve - Kasper Vandenberghe - Jakob Beks - Luk De Koninck                                    |                  |                    |                  |                  |                                 |  |
| 15 | Black Diamond    | Hola Guapa         | Jakob Verbruggen | 947.555 (33,50%) | 10 maart 2011 23 juni 2013      |  |
| Zakenman Leo Vervliet krijgt de pandoering van zijn leven in een luxehotel. Als blijkt dat hij die avond een afspraak had met een escorte, trekt Hannah de zaak naar zich toe. Gastacteurs: Rudy Morren - Els Dottermans - Eko Noah - Anemone Valcke - Daisy Van Praet                                                              |                  |                    |                  |                  |                                 |  |
| 16 | Tweede kans      | Charles De Weerdt  | Jakob Verbruggen | 929.323 (32,59%) | 17 maart 2011 30 juni 2013      |  |
| Op de computer van een pedofiel wordt een naaktfoto gevonden van een dertienjarige jongen. Het team ontdekt dat bij hem in de buurt een veroordeelde pedofiel woont die onlangs is vrijgekomen. Gastacteurs: Frank Focketyn - Tom Van Bauwel - Eva Van Der Gucht - Jules Mastenbroek - Maarten Claeyssens - Jozef Van der Meulen    |                  |                    |                  |                  |                                 |  |
| 17 | Fair trade       | Rita Bossaer       | Jakob Verbruggen | 843.049 (32,84%) | 24 maart 2011 7 juli 2013       |  |
| De tiener Céleste krijgt thuis pikante pakketjes toegestuurd. Haar moeder is in alle staten en zet Hannah Maes en haar team onder druk om de dader te vinden. Gastacteurs: Ina Geerts - Johan Heldenbergh - Marie Van Loock - Joy Anna Thielemans - Luk Wyns                                                                        |                  |                    |                  |                  |                                 |  |
| 18 | El Paradiso      | Dirk Nielandt      | Jan Matthys      | 912.529 (33,77%) | 31 maart 2011 14 juli 2013      |  |
| In een bar valt een Oost-Europees hoertje van de trap. Uit getuigenissen van klanten en andere hoertjes blijkt dat het meisje op de vlucht was voor twee klanten die haar misbruikten. Gastacteurs: Peter Van den Eede - Sofie Heyens - Jehon Gorani - Katrin Lohmann - Kasper Vandenberghe - Virginie Arnaud - Claude Van Gele     |                  |                    |                  |                  |                                 |  |
| 19 | In de cel        | Hola Guapa         | Jan Matthys      | 890.097          | 7 april 2011 21 juli 2013       |  |
| Hannah Maes gaat undercover in de vrouwengevangenis, die wordt geteisterd door een serie lesbische verkrachtingen. Al snel beseft ze dat je achter de tralies ogen op je rug moet hebben. Gastacteurs: Ingrid De Vos - Ruth Beeckmans - Gert Lahousse - Eva Schram - Rania Gaaloul - Eddy Faus - Isabel Leybaert - Tine Cartuyvels  |                  |                    |                  |                  |                                 |  |
| 20 | Razernij         | Charles De Weerdt  | Jan Matthys      | 727.676          | 14 april 2011 28 juli 2013      |  |
| Een jonge vrouw wordt thuis neergeslagen en aangerand. De verdenking valt al snel op de vriend van het slachtoffer, tot plots de link wordt gelegd met een serieverkrachter uit Brussel. Gastacteurs: Stan Van Samang - Gert Winckelmans - Mark Vandenbos - Bruno Covemaecker - Astrid Haerens - Els Van Pedorgh                    |                  |                    |                  |                  |                                 |  |
| 21 | Gekraakt         | Nicholas Roelandts | Tim Mielants     | 690.727          | 21 april 2011 28 juli 2013      |  |
| In een kraakpand sterft een jonge vrouw tijdens het draaien van een snuffmovie. Niemand van de bewoners heeft iets gezien en het team van Hannah Maes staat dan ook voor een raadsel. Gastacteurs: Jeroen Perceval - Ben Van Ostade - Eline Kuppens - Stijn Cole - Peggy De Landtsheer - Robrecht Vanden Thoren                     |                  |                    |                  |                  |                                 |  |
| 22 | Carwash          | Gerrie Van Rompaey | Tim Mielants     | 767.213          | 28 april 2011 4 augustus 2013   |  |
| Kassiersters van de supermarkt doen aangifte nadat ze worden lastiggevallen op de parking van de supermarkt. Alle sporen leiden naar Kevin. Gastacteurs: Pepijn Caudron - Joke De Bruyn - Liesa Naert - Koen Van Kaam - Kris Cuppens                                                                                                |                  |                    |                  |                  |                                 |  |
| 23 | Edge Play        | Charles De Weerdt  | Tim Mielandts    | 808.454          | 5 mei 2011 4 augustus 2013      |  |
| Sonja Ramaekers wordt in SM-club Sub Space overvallen en mishandeld. Hannah en haar team starten een onderzoek. Gastacteurs: Isabelle Van Hecke - Bruno Vanden Broecke - Gustaaf Smans - Reinhilde Decleir - Eddy Vereycken - Steve Geerts                                                                                          |                  |                    |                  |                  |                                 |  |
| 24 | Buren            |                    |                  | 858.362          | 12 mei 2011 11 augustus 2013    |  |
| De 14-jarige Pieter Verhaelen onderneemt een zelfmoordpoging. Hij blijkt verkracht geweest te zijn. Hannah en haar team starten een onderzoek. Gastacteurs: Veerle Dobbelaere - Ludo Hoogmartens - Veerle Eyckermans - Rik Willems - Frank Dingenen - Nathan Naenen                                                                 |                  |                    |                  |                  |                                 |  |
| 25 | De oase - deel 1 | Hola Guapa         | Jakob Verbruggen | 806.739          | 19 mei 2011 11 augustus 2013    |  |
| De 20-jarige Elke Verbiest is het slachtoffer geworden van een gruwelijke groepsverkrachting en is daarna voor dood achtergelaten. Ook Vicky Renders raakt betrokken bij de zaak. Gastacteurs: Ianka Fleerackers - Matteo Simoni - Marc Van Eeghem - Nico Sturm - Mathijs Scheepers - Marieke Dilles - Hendrick Aerts - Rik Verheye |                  |                    |                  |                  |                                 |  |
| 26 | De oase - deel 2 | Hola Guapa         | Jakob Verbruggen | 869.746          | 26 mei 2011 18 augustus 2013    |  |
| De dood van Vicky Renders drijft Hannah Maes tot het uiterste in het onderzoek naar de groepsverkrachtingen. Intussen krijgt ook haar persoonlijke queeste een dramatische wending. Gastacteurs: Ianka Fleerackers - Matteo Simoni - Marc Van Eeghem - Mathijs Scheepers - Marieke Dilles                                           |                  |                    |                  |                  |                                 |  |

### Seizoen 3
Het derde seizoen werd opgenomen van 5 mei tot 23 december 2011. Het seizoen start met de film die tot dubbelaflevering werd herwerkt, gevolgd door elf reguliere afleveringen.
| Nr. | Titel                  | Scenario                           | Regie            | Kijkcijfers BE | Uitzenddatum BE Uitzenddatum NL    |  |
| --- | ---------------------- | ---------------------------------- | ---------------- | -------------- | ---------------------------------- |  |
| 27 | De Nachtwacht - deel 1 | Hola Guapa                         | Jakob Verbruggen | 479.675        | 6 september 2012 18 augustus 2013  |  |
| Een bekende schrijver wordt aangerand in een seksbioscoop. Hij had er een afspraakje met Roos, een jonge studente die bijklust als prostituee. Gastacteurs: Jurgen Delnaet - Manou Kersting - Nathalie Meskens - Peter De Graef - Maaike Neuville - Mark Verstraete                                                                                     |                        |                                    |                  |                |                                    |  |
| 28 | De Nachtwacht - deel 2 | Hola Guapa                         | Jakob Verbruggen | 479.675        | 6 september 2012 25 augustus 2013  |  |
| Terwijl het onderzoek naar de prostitutie verderloopt, bereikt de queeste van Hannah een drieste climax wanneer commissaris Mark Vermaelen plots dood wordt aangetroffen. Gastacteurs: Jurgen Delnaet - Manou Kersting - Nathalie Meskens - Peter De Graef - Maaike Neuville - Mark Verstraete                                                          |                        |                                    |                  |                |                                    |  |
| 29 | Virgin Suicides        | Dirk Nielandt                      | Tim Mielants     | 597.202        | 13 september 2012 25 augustus 2013 |  |
| In een katholiek internaat pleegt een van de meisjes zelfmoord. Ze bleek even voordien te zijn verkracht. Hannah ontdekt intussen dat commissaris Mark Vermaelen werd vermoord. Gastacteurs: Stefanie Huysmans - Natali Broods - Stefan Lernous - Pieter Embrechts - Rik Van Geel                                                                       |                        |                                    |                  |                |                                    |  |
| 30 | Triple X               | Koen Sonck                         | Tim Mielants     | 541.405        | 20 september 2012 1 september 2013 |  |
| Een medewerkster van een sekslijn wordt telefonisch bedreigd door een van haar klanten. Niet veel later wordt ze brutaal verkracht. Nadien wordt ook een van haar collega's bedreigd. Gastacteurs: Alejandra Theus - Sam Louwyck - Karel Tuytschaever - Sofie Decleir- Noémie Schellens                                                                 |                        |                                    |                  |                |                                    |  |
| 31 | Schemerzone            | Alain Quateau & Lieven Scheerlinck | Tim Mielants     | 649.170        | 27 september 2012 1 september 2013 |  |
| Een man beweert dat zijn nichtje in een psychiatrische instelling werd verkracht. Volgens de directeur zijn zijn patiënten echter onmogelijk tot zoiets in staat, net als het personeel. Gastacteurs: Koen De Sutter - Luc Nuyens - Stefaan Degand - Jochen Balbaert - Johan Van Assche                                                                 |                        |                                    |                  |                |                                    |  |
| 32 | Ons kent ons           | Nicolas Roelants                   | Tim Mielants     | 481.271        | 4 oktober 2012 8 september 2013    |  |
| Een vrouw wordt betrapt op openbare zedenschennis. De zaak leidt het team naar de financiële afdeling van het politiekorps, waar ze sinds kort solliciteerde. Gastacteurs: Ariane van Vliet - Roos Van Vlaenderen - Gene Bervoets - Zouzou Ben Chikha - Kyoko Scholiers                                                                                 |                        |                                    |                  |                |                                    |  |
| 33 | Gigolo                 | Dirk Nielandt                      | Tim Mielants     | 653.271        | 11 oktober 2012 8 september 2013   |  |
| Een gigolo werd door een vrouwelijke klant verkracht. Niet veel later wordt een van zijn vaste klanten dan weer verkracht door een man. Hannah ontmoet intussen Struelens. Gastacteurs: Steven Van Watermeulen - Jeroen Van Dyck - Tine Reymer - Truus Druyts - Matthieu Sys - Katelijne Damen                                                          |                        |                                    |                  |                |                                    |  |
| 34 | Teamwork               | Gerrie Van Rompaey                 | Tim Mielants     | 599.864        | 18 oktober 2012 15 september 2013  |  |
| Een vrouw beweert dat haar tweelingzus op een bouwwerf door haar collega's werd aangerand. Hannah heeft een ontmoeting met Iris Nijs, de voormalige secretaresse van Struelens. Gastacteurs: Simone Milsdochter - Leen Roels - Stany Crets - Jan Hammenecker - Bert Haelvoet - Alain Rinckhout                                                          |                        |                                    |                  |                |                                    |  |
| 35 | Ondergronds            | Charles De Weerdt                  | Tim Mielants     | 643.555        | 25 oktober 2012 22 september 2013  |  |
| Na het terugvinden van het verminkte lichaam van een jong meisje, wordt ook een negen jaar oude verdwijningszaak heropend. De jongedame in kwestie blijkt mogelijk nog in leven. Gastacteurs: Tibo Vandenborre - Koen Van Impe - Karin Tanghe - Wouter Bruneel - Elke Shari Van Den Broeck                                                              |                        |                                    |                  |                |                                    |  |
| 36 | Sterrenstof            | Alain Quateau & Lieven Scheerlinck | Tim Mielants     | 644.796        | 1 november 2012 29 september 2013  |  |
| Een succesvolle vrouwelijke dj wordt na haar optreden brutaal verkracht. Eerst zoekt men de dader onder haar fans, maar later wijst alles naar een van haar concurrenten. Gastacteurs: Charlotte Vandermeersch - Stef Aerts - Willem de Wolf - Sara De Bosschere - Jonas Van Geel                                                                       |                        |                                    |                  |                |                                    |  |
| 37 | Natuurlijke drang      | Rita Bossaer                       | Jakob Verbruggen | 533.197        | 8 november 2012 8 oktober 2013     |  |
| Terwijl Hannah rouwt om de dood van haar vader, wordt de rest van het team opgeroepen voor de moord op een prostituee. De dame had een duister verleden. Gastacteurs: Oscar Van Rompay - Wine Dierickx - Leah Thys - Lea Couzin - Daan Hugaert - Mieke Bouve                                                                                            |                        |                                    |                  |                |                                    |  |
| 38 | Preggo - deel 1        | Koen Sonck & Dirk Nielandt         | Jakob Verbruggen | 563.175        | 15 november 2012 8 oktober 2013    |  |
| Het team stuit op een zaak van preggo: verkrachting van hoogzwangere vrouwen. Hannah ontsluiert stilaan haar persoonlijke case en krijgt onverwacht bezoek. Gastacteurs: Kristof Verhassel - Kürt Rogiers - Hilde De Baerdemaeker - Dirk Tuypens - Valentijn Dhaenens - Warre Borgmans - Karel Vingerhoets - Darya Gantura - Tatyana Beloy              |                        |                                    |                  |                |                                    |  |
| 39 | Preggo - deel 2        | Koen Sonck & Dirk Nielandt         | Jakob Verbruggen | 444.209        | 22 november 2012 8 oktober 2013    |  |
| Het team zoekt verder naar de tweede verdachte in de preggozaak. In haar persoonlijke queeste legt Hannah de laatste puzzelstukjes bij elkaar nu haar broer Bart plots voor haar neus staat. Gastacteurs: Kristof Verhassel - Kürt Rogiers - Hilde De Baerdemaeker - Dirk Tuypens - Valentijn Dhaenens - Warre Borgmans - Darya Gantura - Tatyana Beloy |                        |                                    |                  |                |                                    |  |

## Film
De film bestaat eigenlijk uit de eerste twee afleveringen van seizoen 3 en gaat verder op de finale van seizoen 2 waarin Hannah Maes aangereden wordt.
Samenvatting
Een bekende schrijver wordt aangerand in een sekscinema. Hij had er een afspraakje met Roos, een jonge studente die bijklust als prostituee. Al snel wordt duidelijk dat er wel meer studentes actief zijn in de prostitutie. Voldoende reden voor Hannah en haar team om undercover te gaan in club Sin City, een vrijhaven voor iedereen die het daglicht schuwt en voor meisjes die er hun klanten oppikken.
Wanneer Hannah en haar team ontdekken dat de eigenaar van zowel de sekscinema als van Sin City de oom van Roos is, neemt de hele zaak een persoonlijke wending. In de eerste plaats voor Hannah, want zij weet als geen ander hoe zwaar familiegeheimen kunnen wegen...

## Trivia
- De serie speelt zich af in Gent.
- De productie van reeks 1 liep van april 2009 tot september 2009.
- De productie van reeks 2 liep van 26 april 2010 tot 7 oktober 2010.
- De productie van reeks 3 liep van 5 mei 2011 tot 23 december 2011.
- In 2010 was de serie genomineerd als beste dramaserie op het Festival de télévision de Monte-Carlo.
- In 2012 kreeg het programma bij de Vlaamse Televisie Sterren de ster 2011 als beste dramaserie.

## Boeken
- Code 37: In Gods Naam (2009), door Tille Vincent; ISBN 978-9020986853
- Code 37: Honden (2011), door Tille Vincent; ISBN 978-9020992229
- Code 37: Hoog Spel (2011), door Tille Vincent; ISBN 978-9020998474
- Code 37: Taboe (2011), door Tille Vincent
- Code 37: Waanbeelden (2011), door Tille Vincent (enkel bij Het Laatste Nieuws)
- Code 37: Walging (2012), door Tille Vincent; ISBN 978-9020927733
- Code 37: Het Ware Verhaal van Code 37 (2012), door Luc Schoonjans
- Code 37: Latina (2012), door Tille Vincent
- Code 37: Omnibus (2012), door Tille Vincent (Taboe, Waanbeelden & Fanmail)
- Code 37: Kaviaar (2013), door Tille Vincent
- Code 37: Sporen (2013), door Tille Vincent
- Code 37: Vangnet (2014), door Tille Vincent; ISBN 978-9401415033
- Code 37: Onbevlekt (2014), door Tille Vincent; ISBN 978-9401420051
- Hannah Maes: Hij is terug (2016), door Tille Vincent; ISBN 978-9401433488
- Hannah Maes: Bloed kruipt (2017), door Ann van Loock; ISBN 978-9401443296